# Affaire Hervé Parfait Mbapou
Le texte peut changer fréquemment, n’est peut-être pas à jour et peut manquer de recul. 
Le titre et la description de l'acte concerné reposent sur la qualification juridique retenue lors de la rédaction de l'article et peuvent évoluer en même temps que celle-ci.
L'affaire Hervé Mbapou est une affaire de trafic d'influence, d'escroquerie par un gang, qui éclate au Cameroun et où le nom du contre-amiral Joseph Fouda.

## Biographie
Hervé Parfait Mbapou, homme à mobilité réduite, est un entrepreneur camerounais basé à Yaoundé. Il possède un riche carnet d'adresses et, à travers son activité d'entrepreneur, gagne et réalise des marchés publics au Cameroun.

## Témoignages et accusations
Une série de témoignages est publiée où le nom de Joseph Fouda est cité. Le nom de l'amiral est utilisé par comme étant une garantie pour faire bouger des dossiers bloqués dans l'administration camerounaise,. Madame Olive Ngobo porte plainte d'avoir été mêlée et incarcérée à Kondengui contre entre autres le lieutenant colonel Ndongo dans le cadre de cette affaire,.

## Procédures judiciaires
Joseph Fouda porte plainte le 10 juin 2024 à  la gendarmerie pour usurpation d'identité,,. Hervé Parfait Mbapou, le 20 juin, et les présumés autres escrocs sont interpellés, envoyés à Kondengui puis libérés,,. Il partage alors largement dans la presse le fait qu'il n'y a jamais eu un faux amiral,, cite l'homme d'affaires Jean Gakam, et déclare qu'il agissait de concert avec cet officier proche du président de la République. En réponse à ses interviews chez Rémy N'Gono et Jean-Bruno Tagne, Thierry Atangana, le conseil du contre Amiral, prend la parole.